# 法克森鎮區 (明尼蘇達州錫布利縣)
法克森鎮區（英語：Faxon Township）是位於美國明尼蘇達州錫布利縣的一個行政鎮區。

## 地方資料
法克森鎮區的面積為55.59平方千米，當中陸地面積為54.53平方千米，而水域面積為1.56平方千米。根據2020年美國人口普查的數據，當地共有人口712人，而人口密度為每平方千米12.81人。